# Década de 1880 nos Estados Unidos
Esta é uma cronologia da década de 1880 nos Estados Unidos.

## 1880
- 27 de janeiro: Thomas Alva Edison recebe a patente da lâmpada elétrica incandescente.[1][2]
- 2 de fevereiro: O primeiro poste elétrico é instalado em Wabash, Indiana.
- 3 de junho: Alexander Graham Bell transmite a primera mensagem telefônica no seu novo invento, o fotofone (photophone).[3]
- 8 de junho: James A. Garfield é escolhido pela Convenção do Partido Republicano como candidato a presidente dos Estados Unidos.[4][5][6]
- 2 de novembro: É realizada a eleição presidencial. James A. Garfield é eleito presidente dos Estados Unidos, derrotando o candidato democrata Winfield S. Hancock.[7][8][9][10][11]

## 1881
- 19 de fevereiro: O Kansas torna-se o primeiro estado norte-americano a adotar uma emenda constituicional, que proíbe a venda da bebida alcoólica.[12]
- 4 de março: James A. Garfield toma posse como o 20º presidente dos Estados Unidos.[12]
- 21 de maio: A Cruz Vermelha Americana (American Red Cross) é fundada por Clara Barton, em Washington, DC.[12] A Associação de Tênis dos Estados Unidos é fundada por James Dwight.[12]
- 2 de julho: Presidente James A. Garfield é baleado duas vezes e ferido pelo advogado Charles Julius Guiteau na estação ferroviária de Washington, DC.[12][13][14][15]
- 19 de setembro: James A. Garfield morre em sua casa em Elberon, no estado da Nova Jérsei onze semanas depois de ser baleado.[15]
- 19 de setembro: Vice-presidente Chester A. Arthur torna-se o 21º presidente dos Estados Unidos.[13][16]
- 12 de dezembro: Presidente Chester A. Arthur nomeia Frederick T. Frellinghuysen como o Secretário de Estado.[17]

## 1882
- 6 de maio: O Congresso dos Estados Unidos aprova a Lei de Exclusão Chinesa (Chinese Exclusion Act of 1882), que proíbe a imigração de chineses no país.[18][19][20][21]
- 22 de maio: Os Estados Unidos reconhecem a independência da Coreia.[20] A Coreia e os Estados Unidos assinam um tratado de amizade e comércio.[20][21][22][23][24]
- 30 de junho: O assassino do presidente James A. Garfield, Charles Julius Guiteau é enforcado.[20]
- 3 de agosto: A Lei de Imigração é aprovada pelo Congresso dos Estados Unidos.[21][25][26]
- 5 de setembro: A primeira parada do Dia do Trabalho (Labor Day), feriado nacional dos Estados Unidos, é realizada na cidade de Nova Iorque.[20]

## 1883
- 3 de março: O Congresso dos Estados Unidos autoriza a construção de três cruzadores protegidos, USS Atlanta, USS Boston e USS Chicago.[20][27][28][29][30]
- 24 de maio: A Ponte do Brooklyn (Brooklyn Bridge) é inaugurada após 14 anos de construção.[31][32]
- 4 de julho: O primeiro rodeio do mundo é realizado em Pecos, Texas.[33][34]
- 18 de novembro: As ferrovias norte-americanas concordam em dividir a parte continental dos Estados Unidos em quatro fusos horários.[32][35][36]

## 1884
- 17 de maio: O Território do Alasca é criado pelo Congresso dos Estados Unidos.[37]
- 4 de julho: Os Estados Unidos recebem a Estátua da Liberdade como um presente do povo francês.[38]
- 5 de agosto: A primeira pedra da base da Estátua da Liberdade é colocada na Ilha da Liberdade, Nova Iorque.[39]
- 9 de setembro: A Associação Histórica Americana (American Historical Association) é fundada em Saratoga, Nova Iorque.[40]
- 1 de outubro a 1 de novembro: A Conferência Internacional do Meridiano é realizada em Washington, DC.[41]
- 6 de outubro: O Colégio de Guerra Naval (United States Naval War College) é fundada pelo Departamento da Marinha dos Estados Unidos em Newport, Rhode Island.[42][43][44][45]
- 4 de novembro: É realizada a eleição presidencial. O governador de Nova Iorque, Grover Cleveland, é eleito presidente dos Estados Unidos com 219 votos eleitorais, derrotando o candidato republicano James G. Blaine.[43][46]

## 1885
- 8 de fevereiro: O primeiro grupo dos 944 imigrantes japoneses chega ao Havaí ao bordo do navio SS City of Tokio.[47]
- 21 de fevereiro: O Monumento a Washington é inaugurado em Washington, DC.[48][49]
- 4 de março: Grover Cleveland toma posse como o 22º presidente dos Estados Unidos.[50][51]
- 6 de março: Thomas F. Bayard é nomeado Secretário de Estado pelo presidente Grover Cleveland.[52]
- 17 de junho: A Estátua da Liberdade, um presente da França, chega à Nova Iorque a bordo do navio francês Isere.[50]

## 1886
- 19 de janeiro: A Lei de Sucessão Presidencial (Presidental Succession Act of 1886) é aprovada pelo Congresso dos Estados Unidos.[53][54][55]
- 17 de março: Vinte afro-americanos são assassinados no Mississippi, no Massacre de Carrollton.
- 6 de agosto: O Congresso dos Estados Unidos autoriza a construção do cruzador blindado USS Maine e do navio de guerra USS Texas.[45]
- 4 de setembro: O líder indígena Geronimo rende-se ao Exército dos Estados Unidos no Território de Arizona.[56][57]
- 28 de outubro: A Estátua da Liberdade (Statue of Liberty) é inaugurada pelo presidente Grover Cleveland no porto da cidade de Nova Iorque.[46][55][56][58]
- 18 de novembro: Morre o ex-presidente dos Estados Unidos de 1881 a 1885, Chester A. Arthur, na cidade de Nova Iorque.[36][59]
- 8 de dezembro: A Federação Americana de Trabalhador (American Federation of Labor) é criada por Samuel Gompers em Columbus, Ohio.[46][55][56][59]

## 1887
- 20 de janeiro: O Senado dos Estados Unidos autoriza a Marinha norte-americana a alugar o porto de Pearl Harbor como a base naval.[59][60]
- 7 de março: A Universidade Estadual da Carolina do Norte é fundada.
- 4 de abril: Susanna M. Salter é eleita prefeita da cidade de Argonia, Kansas e torna-se a primeira mulher prefeita do país.[59]
- 1 de agosto: Os Institutos Nacionais da Saúde são fundados em Staten Island, na cidade de Nova Iorque.

## 1888
- 12 de janeiro: A nevasca atinge a cidade de Nova Iorque, matando 400 pessoas.[61]
- 27 de janeiro: A Socidade Geográfica Nacional (National Geographic Society), uma das maiores instituições científicas e educacionais do mundo, é fundada pelos 33 exploradores e cientistas em Washington, DC.[1]
- 11 a 14 de março: A Grande Nevasca de 1888 (Great Blizzard of 1888) mata 400 pessoas.[62]
- 10 de maio: A Conferência Pan-Americana é autorizada pela lei do Congresso dos Estados Unidos.[63]
- 13 de junho: Presidente Grover Cleveland assina a lei, que estabelece o Departamento do Trabalho dos Estados Unidos (United States Department of Labor).[64][65]
- 9 de outubro: O Monumento a Washington é inaugurado em Washington, DC.[66]
- 6 de novembro: É realizada a eleição presidencial. Benjamin Harrison é eleito Presidente dos Estados Unidos, derrotando Grover Cleveland.[46][67][68]

## 1889
- 8 de janeiro: Dr. Herman Hollerith, da cidade de Nova Iorque, recebe a patente da máquina tabuladora (tabulating machine).[69]
- 15 de fevereiro: Presidente Grover Cleveland assina uma lei, que cria o Departamento de Agricultura dos Estados Unidos (United States Department of Agriculture).
- 4 de março: Benjamin Harrison toma posse o 23° presidente dos Estados Unidos.[70]
- 14 de junho: O Tratado de Berlim é assinado pelas três nações (Estados Unidos, Império Britânico e Império Alemão).[71]
- 4 de julho: Iniciam as convenções constituicionais de Dakota do Norte, Dakota do Sul, Montana, Washington e Idaho.[38]
- 2 de outubro: Começa a Primeira Conferência Internacional de Estados Americanos com os Estados Unidos e os 17 países latino-americanos (excreto a República Dominicana), em Washington, DC.[72]
- 2 de novembro: O Dakota do Norte e o Dakota do Sul tornam-se 39° e 40° estados norte-americanos admitidos à União.[73][74]
- 8 de novembro: O Montana torna-se o 41º estado norte-americano admitido à União.[74][75]
- 11 de novembro: Washington torna-se o 42º estado norte-americano admitido à União.[74][76]
- 6 de dezembro: Morre o ex-presidente do Estados Confederados da América, Jefferson Davis, aos 81 anos, em Nova Orleans.[77]